# Listă de sculptori armeni
Aceasta este o listă de sculptori armeni.

## A
- Grigor Aharonian (1896–1980)

## B
- Grigor Badalian (1922– )
- Sarkis Baghdassarian (1923– )

## D
- A. Der-Marukian (1871–1919)
- Koren Der-Harutian (1909–1991)

## G
- Daria Gamsaragan (1902–1986)
- Samvel Ghazarian (1949- )
- Suren Ghazarian (1929- )
- Norair Ghorghanian (1948- )
- Hakob Gurdjian (1881–1948)

## H
- Raphael Hampartzumian (1926–1981)
- Ara Harutunian (1928- )
- Ardasches Hovsepian (1931- )

## I
- Chatschatur Iskandarian (1923- )

## K
- Grigor Kepinov (1886–1966)
- Jerwand Kodschabaschian (1939- )
- Jerwand Kotschar (1899–1979)
- Rouzanne Kurktschian (1930- )

## M
- Sergej Mehrabian (1931- )
- Sergej Merkurov (1881–1952)
- Theresa Mirzoyan (1922- )
- Levon Murakov (1893–1966)

## N
- Reuben Nakian (1899–1988)
- Roupen Nagian (1897–1986)
- Nigoghayos Nigoghossian (1918- )

## P
- Haig Padigian (1876–1950)
- Jack Papazian (1878–1957)
- Benik Petrossian (1939- )
- Juri Petrossian (1941- )
- Ohan Petrossian (1941- )

## S
- Ara Sarkissian (1902–1969)
- Maurice Sarkissov (1882–1947)
- Aramazd Schiraz (1941- )
- Armenak Stepanian (1900–1974)
- Suren Stepanian (1895–1974)

## T
- Stepan Tarian (1899–1954)
- Levon Tokmadschian (1937- )
- Arto Tschakmaktschian (1933- )
- Ghukas Tschubarian (1923- )

## U
- Aizemik Urartu (1899–1974)

## V
- Jerwand Voskan (1855–1914)

## Z
- Nvart Zarian (1917-2005)